# Rastislav Michalík
Rastislav Michalík (* 14. Januar 1974 in Čadca) ist ein slowakischer Fußballspieler.
Michalik begann seine Karriere bei seinem Heimatverein ZZO Čadca. Von Čadca aus wechselte er nach Považská Bystrica. Seine nächste Station war Banská Bystrica. Danach wechselte Michalik erstmals ins Ausland zum tschechischen Klub SK Železárny Třinec. Der defensive Mittelfeldspieler spielte nach seiner Zeit in Třinec bei Dukla Příbram, bevor er im Jahr 2000 zu Slovan Liberec wechselte. 2001 kam er dann zum Topklub Sparta Prag, wo er bis 2005 blieb. 2005 kam Michaliks Wechsel nach Kayseri in die Türkei. Seit der Saison 2005/06 spielte der Mittelfeldspieler bei der SV Ried in Österreich.
Für die Spielrunde 2007/08 schloss er sich dem slowakischen Fußballclub FC Spartak Trnava an. Im Sommer 2008 beendete er seine Profilaufbahn und kehrte zu seinem Heimatklub FK Čadca zurück. Von 2011 bis 2017 spielte er für den FK Slávia Staškov, ehe er seine Karriere beendete.
Michalik spielte 20 Mal für die Slowakische Fußballnationalmannschaft.

## Stationen
- FC Blaid
- ZZO Čadca
- Považská Bystrica
- Dukla Banská Bystrica
- SK Železárny Třinec
- Marila Příbram
- Slovan Liberec
- Sparta Prag
- Kayserispor
- SV Ried
- FC Spartak Trnava